# Vườn quốc gia Leeuwin-Naturaliste
Vườn quốc gia Leeuwin-Naturaliste là một vườn quốc gia ở Tây Úc, Úc.